# Comité de groupe
 (juillet 2019).
 (avril 2016).
Les comités de groupe ont été institués en France en 1982 par les lois Auroux pour permettre aux représentants du personnel d’exercer leurs prérogatives au niveau des groupes d’entreprises français et pas seulement au niveau de chaque entreprise comme le font les comités d'entreprise. Leur rôle principal est donc, au niveau d'un groupe, « d'assurer une expression collective des salariés, permettant la prise en compte de leurs intérêts dans les décisions relatives à la gestion et à l'évolution économique et financière ». Leur fonctionnement et leurs attributions s’apparentent à ceux des comités d’entreprise, avec toutefois quelques différences. Ils sont régis par les articles L. 2331 à L. 2335 du code du travail.

## La notion de groupe d'entreprises
Un groupe est constitué par une entreprise dite « dominante » et les entreprises qu'elle contrôle.
La qualité d'entreprise dominante est définie par le code de commerce. On considère qu'une entreprise en contrôle une autre si elle remplit au moins l'un des critères suivants :
- lorsqu'elle détient la majorité des droits de votes dans les assemblées générales, que ce soit par la détention du capital ou en application d'un pacte d'actionnaires ;
- lorsqu'elle détient une part suffisante des droits de vote pour imposer les décisions des assemblées générales ;
- lorsqu'elle dispose du pouvoir de nommer directement ou indirectement la majorité des membres de l'organe d'administration de l'entreprise concernée.
En présence d'un des critères ci-dessus, la constitution d'un comité de groupe est obligatoire si le siège social de l'entreprise dominante est situé sur le territoire français, quel que soit le nombre de salariés employés. Il n'y a pas de seuil d'effectif.

## Attributions

### Attributions sociales
Contrairement aux comités d'entreprise, les comités de groupe ne gèrent pas de budgets d'œuvres sociales. Leurs attributions sont uniquement d'ordre économique.

### Attributions économiques
Le principe des instances représentatives du personnel est que chacune d'elles est informée et consultée pour ce qui concerne les questions de personnel et la situation économique et financière au périmètre qui la concerne : l'établissement pour le comité d'établissement, l'entreprise pour le comité d'entreprise et l'ensemble du groupe pour le comité de groupe. Toutefois, contrairement au comité d'entreprise, les attributions du comité de groupe définies par le code du travail ne parlent pas de consultation mais seulement d'information. Cette information porte sur l'activité, la situation financière, les prévisions économiques, la situation et les prévisions d'emploi pour l'ensemble du groupe et pour chacune des entreprises qui le constituent. Le comité de groupe reçoit en outre communication des comptes consolidés (c'est-à-dire des comptes globaux de l'ensemble du groupe) lorsqu'ils existent. Il est aussi informé préalablement à toute offre publique d'acquisition portant sur l'entreprise dominante du groupe.
Néanmoins, en pratique, même si la loi ne prévoit pas explicitement de consultation, le comité est souvent consulté. Le chef d'entreprise ne réunit pas des élus venant souvent de fort loin sans en profiter pour dialoguer avec eux, leur demander leur avis et par conséquent, les consulter. Certains accords de groupe, surtout dans les grandes entreprises (Saint-Gobain,  Safran...), prévoient que la présidence du comité de groupe recueille les avis des représentants du personnel ou que le comité de groupe émet des observations ou des motions.

### Recours à un expert
Pour l'exercice de ses missions, le comité de groupe peut se faire assister par un expert-comptable dans les mêmes conditions que le comité d'entreprise. L'expert est rémunéré par l'entreprise dominante.

## Constitution
La constitution d'un comité de groupe peut avoir lieu à l'initiative de la direction de l'entreprise dominante ou à la demande des représentants du personnel. Elle donne lieu à un accord collectif qui définit le périmètre du groupe et les modalités pratiques de constitution et de fonctionnement du comité. Toutes les organisations syndicales ayant obtenu au moins un élu dans les comités d'entreprise ou d'établissement dépendant du groupe sont invitées à participer à la négociation de cet accord.

## Composition
Le comité de groupe est composé du chef de l'entreprise dominante, assisté de deux personnes de son choix ayant voix consultative, et d'un certain nombre de représentants du personnel : entre 2 et 30 en fonction du nombre d'entreprises du groupe.
La répartition des sièges entre les collèges représentant les différentes catégories de personnel (ouvriers, employés, cadres...) est proportionnelle à l'importance numérique de chaque catégorie.
Contrairement à ce qui se passe pour les comités d'entreprise, les représentants du personnel au comité de groupe ne sont pas élus directement par les salariés du groupe. Ils sont désignés par les organisations syndicales parmi leurs élus aux différents comités des établissements ou des entreprises du groupe. La répartition des sièges entre les organisations syndicales est proportionnelle au nombre d'élus qu'elles ont obtenus dans chaque collège. Bien que la loi ne l'ait explicitement prévu, les organisations syndicales peuvent désigner des suppléants.
Sauf accord dérogatoire, la durée des mandats est de 4 ans.
En cas d'intégration d'une nouvelle entreprise dans le groupe, on attend le renouvellement du comité pour en tenir compte dans sa composition. En revanche, la sortie d'une entreprise du groupe peut donner lieu à une modification de cette composition si l'un des représentants du personnel était membre de l'entreprise sortante.
Bien que la loi ne le prévoie pas, il est d'usage, par analogie avec ce qui est prévu pour le comité d'entreprise que chaque organisation syndicale représentative désigne, en plus des sièges qui lui sont attribués, un représentant au comité de groupe qui siège avec voix consultative.

## Fonctionnement
Le fonctionnement du comité de groupe est très proche de celui du comité d'entreprise. Il est présidé par le chef de l'entreprise dominante. Il élit en son sein un secrétaire. L'ordre du jour des réunions est arrêté conjointement par le président et le secrétaire. Le temps passé en séance par les représentants du personnel est rémunéré comme du temps de travail. Les décisions sont prises à la majorité des présents. Le comité peut créer en son sein des commissions de travail.
Cependant, les réunions du comité de groupe sont beaucoup moins fréquentes que celles des comités d'établissement ou d'entreprise. L'obligation légale est seulement d'une réunion annuelle, même si rien n'empêche de tenir des réunions plus fréquentes. Par ailleurs, la loi n'a pas prévu de budget de fonctionnement ni de moyens matériels pour le comité de groupe. La prise en charge financière de son fonctionnement relève donc d'un accord collectif.

## Autres
Comme les autres institutions représentatives du personnel, le comité de groupe dispose de la personnalité civile. Il peut donc, entre autres choses, après en avoir décidé par un vote en son sein, gérer un budget, louer des locaux, employer du personnel ou agir en justice.
En cas de désaccords, les litiges sur la désignation des membres du comité de groupe relèvent du tribunal d'instance. Ceux qui concernent la reconnaissance ou le périmètre du groupe relèvent du tribunal de grande instance.